# Parahypnomorphus jurassicus
Parahypnomorphus jurassicus is een keversoort uit de familie kniptorren (Elateridae). De wetenschappelijke naam van de soort is voor het eerst geldig gepubliceerd in 1980 door Dolin in Dolin, Panfilov, Ponomarenko & Pritykina.